# Пшениця однозерна
Пшениця однозерна (Triticum monococcum) — вид трав'янистих рослин родини злакові (Poaceae), поширений у південно-східній Європі й західній Азії. В Україні росте лише підвид Triticum monococcum subsp. boeoticum, який занесений до Червоної книги під назвою «пшениця дика однозернянка» (Triticum boeoticum). Одоманшений підвид має назву Triticum monococcum subsp. monococcum

## Опис
Однорічна рослина. Стебла 45–80 см завдовжки. Листові пластини завширшки 2–5 мм; поля гладкі чи дещо шершаві.

## Поширення
Поширений у південно-східній Європі — Балканський і Кримський півострови, та в західній Азії, до Афганістану.
В Україні вид зростає в Степовому та Передгірному Криму, на Керченському п-ві.

## Використання
У минулому вид використовувався для надання стійкості до пшениці до хвороб. Вид широко культивувався в минулому, але сьогодні його культивують лише в Румунії та Грузії. Первинний дикий родич та потенційний донор генів для вирощуваної пшениці.

## Загрози й охорона
Гібридизація з вирощуваною пшеницею загрожує генетичному розмаїттю дикої популяції Triticum monococcum.
Рід Triticum занесений у Додаток I до Міжнародного договору про рослинні генетичні ресурси для продовольства та сільського господарства.